# Bonanza
Bonanza és una sèrie de televisió nord-americana que es va emetre a la NBC del 12 de setembre de 1959 al 16 de gener de 1973. Amb una durada de 14 temporades i 432 episodis, Bonanza és el western més llarg de la NBC, la segona sèrie occidental més llarga a la televisió de la cadena nord-americana (darrere de Gunsmoke de CBS) i una de les sèries americanes d'acció en directe més llargues. El programa continua emetent en sindicació. L'espectacle està ambientat a la dècada de 1860 i se centra en la família rica Cartwright, que viu als voltants de Virginia City, Nevada, a la vora del llac Tahoe. La sèrie va protagonitzar inicialment Lorne Greene, Pernell Roberts, Dan Blocker i Michael Landon i més tard va comptar amb (en diversos moments) Guy Williams, David Canary, Mitch Vogel i Tim Matheson. El programa és conegut per presentar dilemes morals extrems.
El títol "Bonanza" és un terme utilitzat pels miners pel que fa a una gran veta o jaciment de mineral de plata, de l'espanyol bonanza (cossos de mineral ric) i habitualment es refereix a la revelació de 1859 de Comstock Lode de mines de mineral de plata riques sota la ciutat de Virginia City, no gaire lluny del ranxo de Ponderosa fictici que operava la família Cartwright. La banda sonora del programa, també titulada "Bonanza", es va convertir en una cançó d'èxit. Només es van utilitzar interpretacions instrumentals, sense la lletra de Ray Evans, durant la llarga durada de la sèrie.
El 2002, Bonanza va ocupar el lloc número 43 als TV Guide's 50 Greatest TV Shows of All Time, i el 2013 TV Guide el va incloure a la seva llista dels 60 millors drames de tots els temps. El període de la sèrie de televisió és aproximadament entre 1861 (Temporada 1) i 1867 (Temporada 13) durant i poc després de la Guerra Civil Americana, coincidint amb el període que el Territori de Nevada es va convertir en un estat dels Estats Units.
Durant l'estiu de 1972, la NBC va emetre repeticions d'episodis del període 1967-1970 en hora de màxima audiència el dimarts al vespre sota el títol Ponderosa.

## Premisa

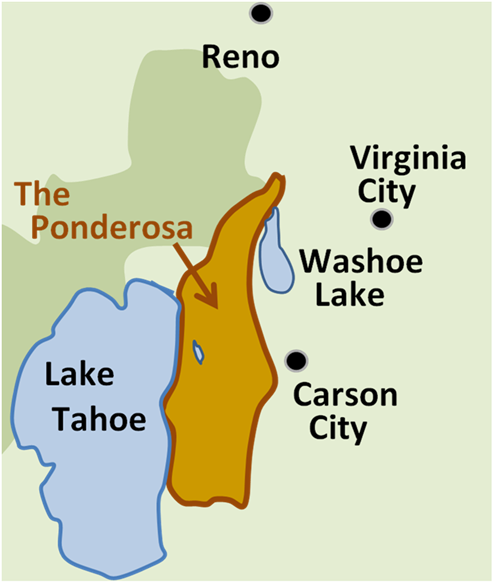
Ubicació aproximada del ranxo fictici Ponderosa, la llar de la família Cartwright. El mapa està orientat amb el Nord a la part superior (en comptes d'Est a la part superior, com al mapa que es mostra al programa).

L'espectacle narra les aventures setmanals de la família Cartwright, encapçalada pel patriarca Ben Cartwright (Lorne Greene), tres vegades vidu. Va tenir tres fills, cadascun d'una dona diferent: el més gran va ser l'arquitecte urbanista Adam Cartwright (Pernell Roberts), que va construir el ranxo; el segon va ser el gegant càlid i entranyable Eric "Hoss" Cartwright (Dan Blocker); i el més jove va ser el cap calent i impetuós Joseph, o "Little Joe" (Michael Landon). Mitjançant l'exposició i els episodis de flashback, l'espectador s'assabenta que cada dona tenia un ascendent diferent: anglès, suec, i crioll francès, respectivament. El cuiner de la família era l'immigrant xinès Hop Sing (Victor Sen Yung).
La família vivia en mil milles quadrades (2.600 km 2 ) al ranxo anomenat Ponderosa a la riba oriental del llac Tahoe a Nevada davant Califòrnia a la vora de la serralada de Sierra Nevada. La grandària de les terres dels Cartwright es va revisar en silenci a "mig milió d'acres" (2.000 km 2) a la cançó de 1964 de Lorne Greene, "Saga of the Ponderosa". El nom del ranxo fa referència al Pinus ponderosa (pi ponderosa), comú a Occident. La ciutat més propera a la Ponderosa era Virginia City, on els Cartwright anaven a fer la xerrada amb el xèrif Roy Coffee (interpretat pel veterà actor Ray Teal), o el seu adjunt Clem Foster (Bing Russell).
Bonanza es considerava un western atípic per a la seva època, ja que el nucli de les històries tractava menys sobre l'abast, sinó més amb Ben i els seus tres fills diferents, com es cuidaven els uns dels altres, els seus veïns i causes justes.
| «                                                 | "Sempre veies històries sobre la família a les comèdies o a una antologia, però Bonanza va ser la primera sèrie setmana a setmana sobre una família i els seus problemes. Bonanza era un drama d'època que intentava enfrontar-se als problemes socials contemporanis. Això era molt difícil de fer a la televisió. La majoria de programes que ho intentaven van fracassar perquè als patrocinadors no els agradava" | » |
| — Stephen Batglio. editor de la revista TV Guide, | |   |

Tot i que el 1959 no hi havia estrelles en el repartiment es va convertir ràpidament en favorit de la primera generació televisiva. L'ordre de facturació al començament de l'emissió semblava que es remenava aleatòriament cada setmana, sense cap relació amb l'episodi actual presentat aquella setmana.

## Antecedents i producció

### Escenografia i rodatge

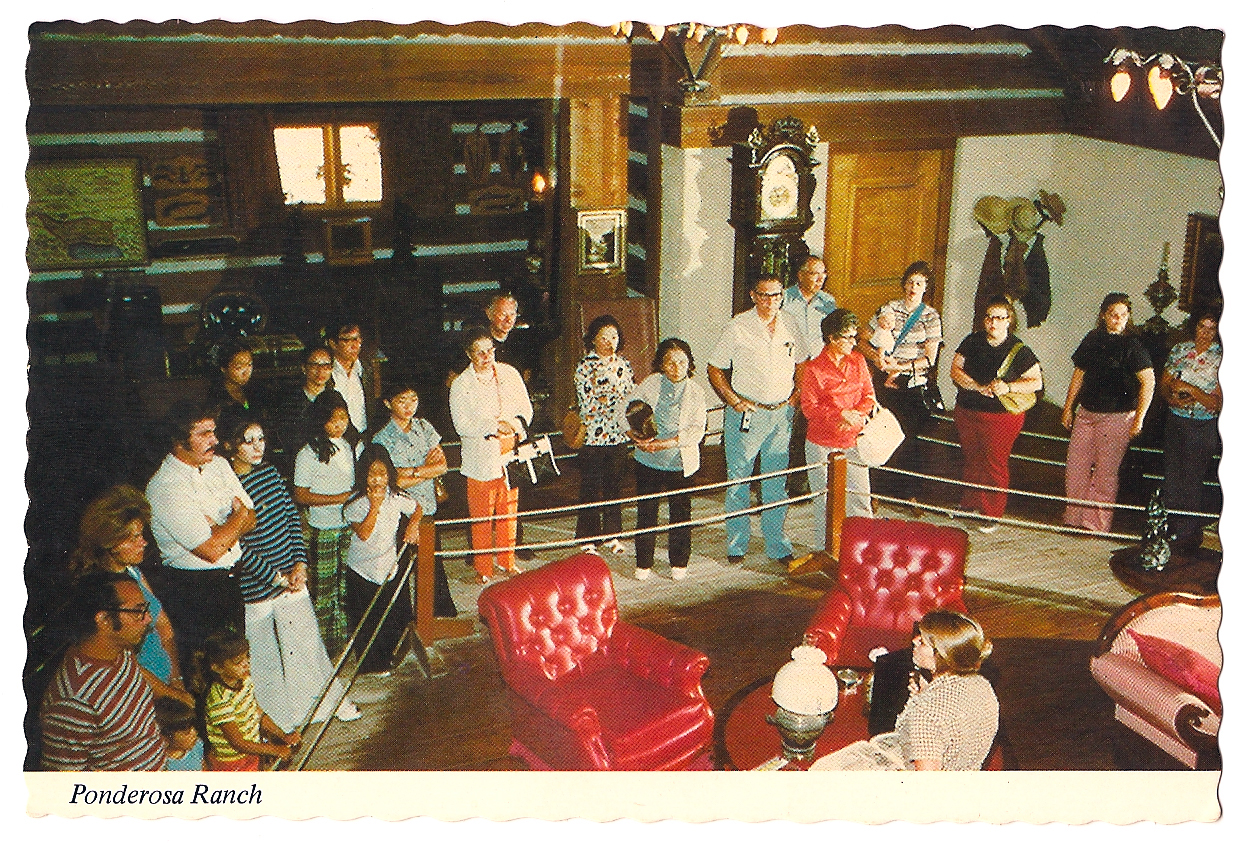
Postal de la visita de Ponderosa: els visitants recorren la rèplica del ranxo i la seva gran sala d'estar amb llar de foc de pedra amb vistes a la riba est del llac Tahoe, a Incline Village, Nevada, on es van utilitzar diversos edificis de ranxos reconstruïts com a plató per al rodatge exterior.

L'escena inicial de la primera temporada es va rodar al llac Hemet, un embassament a les muntanyes de San Jacinto, comtat de Riverside, Califòrnia, i més tard es va traslladar al llac Tahoe. Després de traslladar-se al llac Tahoe, la seqüència d'obertura amb música temàtica es va filmar al costat est del llac Tahoe, al prat de Bourne, prop de Round Hill, Nevada. Durant la primera temporada es van llogar cavalls addicionals als Stables Idyllwild d'Idyllwild, també a les muntanyes de San Jacinto. El primer conjunt de Virginia City es va utilitzar al programa fins al 1970 i es va ubicar en un backlot a Paramount i va aparèixer als episodis de Have Gun - Will Travel, Mannix i The Brady Bunch. A l'episodi d'estrena de la 12a temporada de 1970 titulat "The Night Virginia City Died", la promesa piròmana del diputat Clem Foster arrasa la ciutat amb una sèrie d'incendis (que reflecteixen un incendi real de 1875 que va destruir tres quartes parts de la ciutat de Virginia). Això va permetre un canvi als estudis Warner menys costosos des del setembre de 1970 fins al gener de 1973. El guió es va escriure inicialment per a Candy de David Canary, però es va reescriure per als actors Ray Teal (Sheriff Roy Coffee) i Bing Russell (Adjunt Clem Foster), que poques vegades apareixien junts al programa.
El conjunt de Nevada del programa, la casa Ponderosa Ranch, es va recrear a Incline Village, Nevada, el 1967, i va romandre una atracció turística fins a la seva venda trenta-set anys més tard, el setembre de 2004.

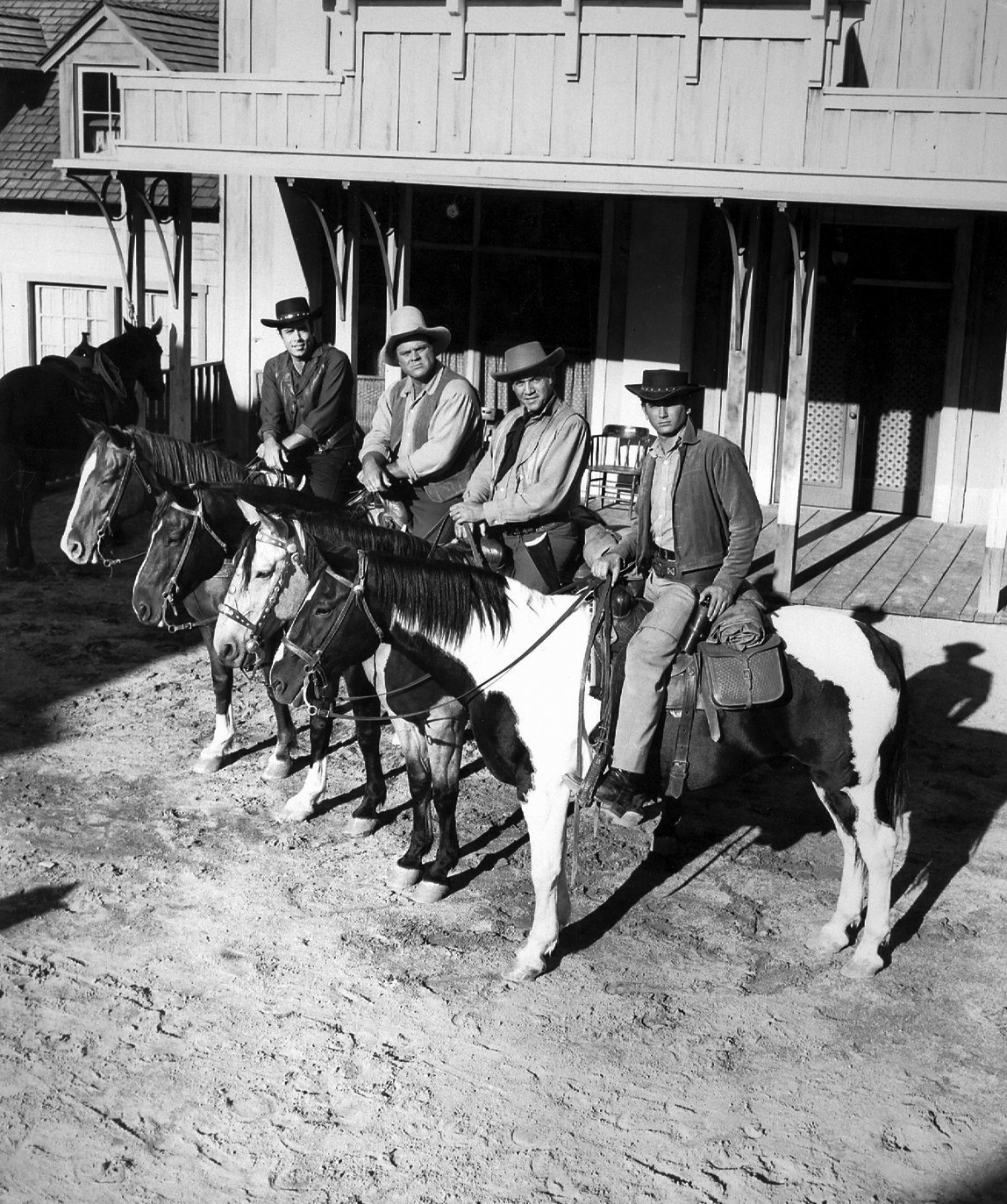
Pernell Roberts, Dan Blocker, Lorne Greene i Michael Landon (1961)

La sèrie també es va rodar parcialment al Wildwood Regional Park a Thousand Oaks, Califòrnia.

### Vestuari
A partir de la tercera temporada, els Cartwrights i gairebé tots els altres personatges recurrents del programa portaven la mateixa roba en gairebé tots els episodis. La raó d'això és doble: va facilitar la duplicació del vestuari per als dobles d'acrobàcies (Hal Burton, Bob Miles, Bill Clark, Lyle Heisler, Ray Mazy) i va reduir el cost de tornar a filmar plans d'acció (com ara muntar clips entre escenes), ja que es podien reutilitzar imatges d'emmagatzematge gravades anteriorment. A continuació una mostra dels vestits emprats:
- Ben Cartwright: Camisa veig, armilla de cuir marrons, pantalons grisos, barret de color crema, mocador verd ocasional.
- Adam Cartwright: Camisa negra, pantalons negres o blau mitjanit, barret negre. Vestit elegant de ciutat. Abric de rastre de color crema.
- Hoss Cartwright: Camisa blanca, armilla de camussa marró, pantalons marrons, barret gran d'ala plana beix i deu galons.
- Little Joe Cartwright: camisa beix, gris clar, jaqueta verd kelly, pantalons marrons, barret beix. Guants de pell negre a partir de la 10a temporada. A la temporada 14, ell i Greene de tant en tant portaven samarretes i pantalons diferents, ja que les imatges d'ells i el desaparegut Dan Blocker junts ja no es podien reutilitzar.
- Candy Canaday: camisa carmesí, pantalons negres, armilla de cuir negre, barret negre, bufanda gris/porpra pàl·lid.

No era estrany que Little Joe Cartwright i Candy Canaday apareguessin sense camisa en diverses escenes amb treball manual.
Les selles de cavall utilitzades pel repartiment Bonanza van ser fabricades per la Bona Allen Company de Buford, Geòrgia.

### Estils de cabell
El 1968, Blocker va començar a portar un tupè a la sèrie, ja que s'acostava als 40 anys i la seva pèrdua de cabell s'estava fent més evident. Es va unir a les files dels seus companys de protagonistes Roberts i Greene, tots dos havien començat la sèrie amb postissos. (Greene també portava la seva modesta peça frontal a la vida privada, mentre que Roberts preferia no portar-la, fins i tot als assajos/bloqueig) Landon va ser l'únic membre del repartiment original que no tenia perruques durant tota la sèrie, ja que fins i tot Sen Yung portava una cua de ratlla adjunta.

### Música
Bonanza inclou un tema musical memorable de Jay Livingston i Ray Evans que va ser orquestrada per David Rose i arreglada per Billy May per a la sèrie de televisió. Els membres de Western Writers of America la van triar com una de les 100 millors cançons occidentals de tots els temps.
La cançó del tema Bonanza s'obre amb un mapa de Ponderosa brillant i Cartwrights enganxats. La introducció melòdica, emulant cavalls al galop, és una de les partitures televisives més reconegudes. Les variacions del tema es van utilitzar durant 12 temporades de la sèrie. Tot i que hi havia dos conjunts oficials de lletres (alguns cantants country-western, evitant els drets d'autor, substituïen les interpretacions dels drets d'autor amb les seves pròpies paraules), la sèrie simplement utilitzava un tema instrumental. Tres dels membres del repartiment van cridar la lletra original, sense acompanyar, al final del pilot (Pernell Roberts, l'únic cantant professional del quartet, es va abstenir i va deslligar les regnes del cavall). Abans que el pilot s'emetia (el 12 de setembre de 1959), la seqüència de la cançó, que es va considerar massa acampada, va ser editada fora de l'escena i, en canvi, els Cartwrights van tornar al ranxo cridant i udolant. En una cançó de 1964, la lletra de Livingston-Evans va ser revisada per Lorne Greene amb un èmfasi més familiar, "en aquesta terra vam posar la nostra marca, Cartwright és el nom, la fortuna va somriure el dia que vam presentar la reclamació de Ponderosa" ("Bonanza", Bear Family Boxed set, Disc #2). El 1968, una trompa lleugerament renovada i un arranjament de percussió pesada de la partitura original va introduir la sèrie, que es va utilitzar fins al 1970. El 1970, l'anotador d'episodis David Rose, va escriure una nova cançó, anomenada "The Big Bonanza", i es va utilitzar de 1970 a 1972. Les imatges d'acció del repartiment van substituir el trio galopant per l'ordre dels actors que giraven d'episodi a episodi, la qual cosa va fer que Blocker o Landon sovint tinguessin la factura superior a Greene. Finalment, va tornar una interpretació més ràpida de la música original per a la 14a i última temporada, juntament amb plans d'acció del repartiment (sense Dan Blocker, que havia mort en aquest moment).

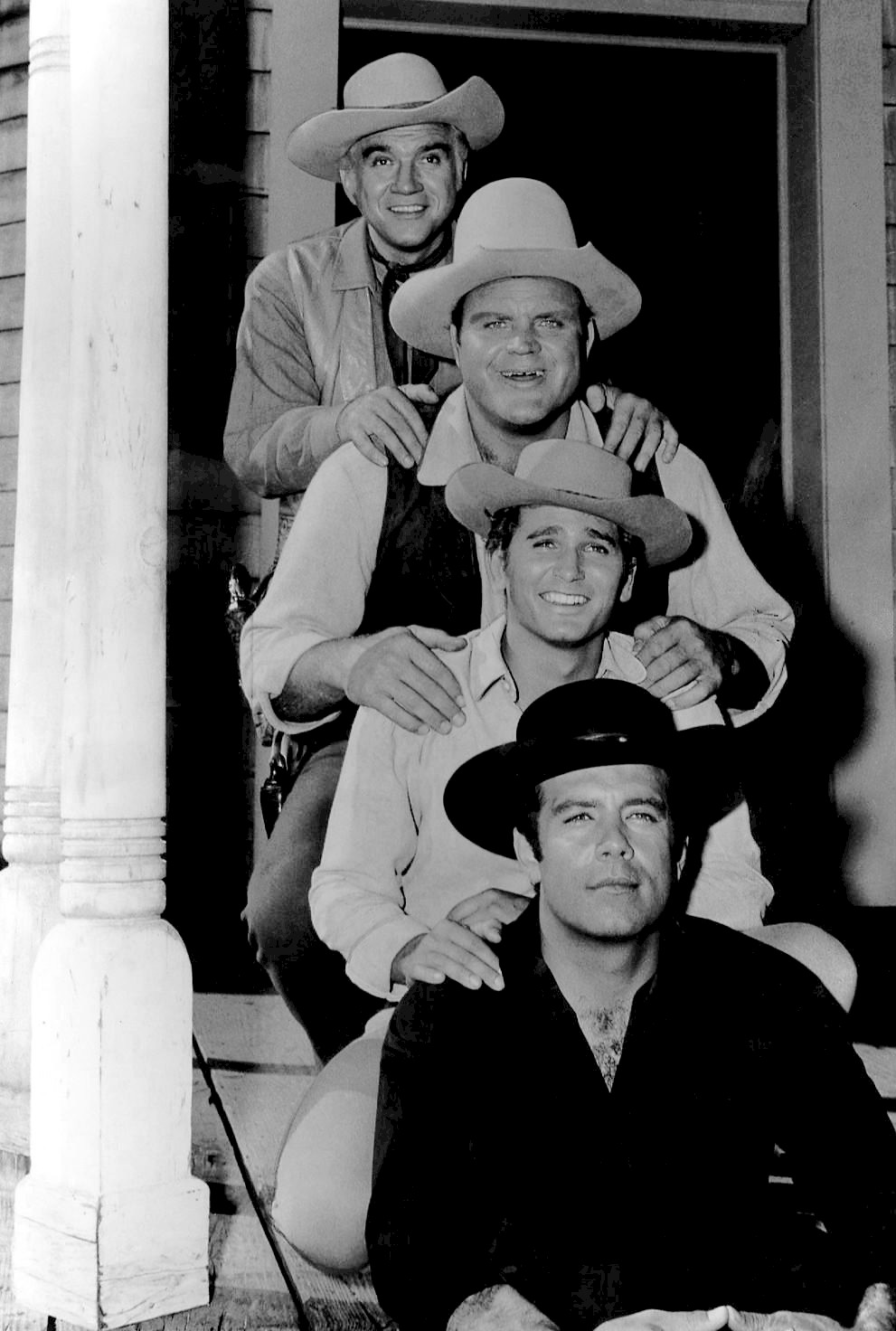
De davant a darrere: Pernell Roberts, Michael Landon, Dan Blocker i Lorne Greene

### Cancel·lació
A la tardor de 1972, NBC va traslladar Bonanza als dimarts a la nit, on l'estiu anterior s'havien emès reposicions del període 1967-1970 sota el títol The Ponderosa davant del programa spin-off All in the Family, Maude, que era una condemna de mort virtual per al programa. El canvi de programació, així com la mort de Dan Blocker el maig de 1972, van provocar una caiguda de les audiències del programa. David Canary va tornar al seu antic paper de Candy (per compensar l'absència d'Hoss) i es va afegir un nou personatge anomenat Griff King (interpretat per Tim Matheson) per intentar atraure els espectadors més joves. Griff, a la presó per gairebé matar el seu padrastre, va ser posat en llibertat condicional sota la custòdia de Ben i li van donar una feina com a granger. Es van construir diversos episodis al voltant del seu personatge, un que Matheson mai va tenir l'oportunitat de desenvolupar completament abans que el programa es cancel·lés bruscament el novembre de 1972 (amb l'episodi final es va emetre el 16 de gener de 1973). Molts fans, així com Landon i Greene, van sentir que el personatge d'Hoss era essencial, ja que era una ànima empàtica i nodrida que completava el repartiment només masculí.
Durant 14 anys, Bonanza va ser el principal western de la televisió nord-americana. Les reposicions de la sèrie s'han emès a diverses cadenes de cable com TV Land, INSP, Family Channel, Hallmark Channel i Great American Faith & Living .

## Temes

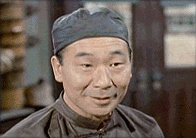
Philip Ahn a "Els mercaders de la por"

Els episodis van anar des d'un drama fins a una comèdia àmplia i tractaven temes com el medi ambient, l'abús de substàncies, la violència domèstica, el sentiment contra la guerra i els naixements il·legítims. La sèrie pretenia il·lustrar la crueltat del fanatisme contra els asiàtics, afroamericans, nadius americans, jueus, mormons, discapacitats i persones nanes.
Bonanza és únicament coneguda per haver abordat el racisme, que normalment no es cobreix a la televisió nord-americana durant aquest període, des d'un punt de vista compassiu i humanitari.
El fanatisme, inclòs l'antisemitisme, va ser el tema de l'episodi "Mira a les estrelles". Un professor d'escola fanàtic, el Sr. Norton (inconscient dels seus prejudicis) expulsa habitualment els estudiants minoritaris. Quan expulsa el brillant estudiant jueu Albert Michelson, un geni científic els experiments del qual als carrers de Virginia City sovint causen commoció, Ben Cartwright intervé i s'enfronta a Norton pel seu fanatisme. Avergonyit, el mestre de l'escola es compromet a reformar-se. Una coda de l'episodi revela que Michelson va guanyar el Premi Nobel de Física.
A l'episodi "Enter Thomas Bowers", la família Cartwright ajuda el cantant d'òpera Thomas Bowers, un afroamericà llibert, després que es trobi amb prejudicis mentre es trobava a Virginia City per actuar. Bowers acaba arrestat com a esclau fugitiu. Al començament de l'episodi, Adam es mostra indignat per la decisió Dred Scott contra Sandford de la Cort Suprema (que situa l'època en 1857), que discuteix amb el seu pare. Segons David Dortort, el patrocinador General Motors estava preocupat per l'episodi. Com a productor, Dortort va assegurar que l'episodi es tornés a emetre durant les temporades de repetició d'estiu, tot i que dues estacions de televisió del sud es van negar a emetre'l.
A l'episodi "The Wish", dirigit per Michael Landon, Hoss protegeix la família d'un antic esclau afroamericà quan s'enfronta al racisme després de la Guerra Civil americana. A "The Fear Merchants" s'aborda la discriminació contra els immigrants xinesos que intenten integrar-se a la societat nord-americana. "The Lonely Man" presenta el controvertit matrimoni interracial entre el cuiner xinès de molt de temps dels Cartwright (Hop Sing) i una dona blanca (Missy).

## Alliberament

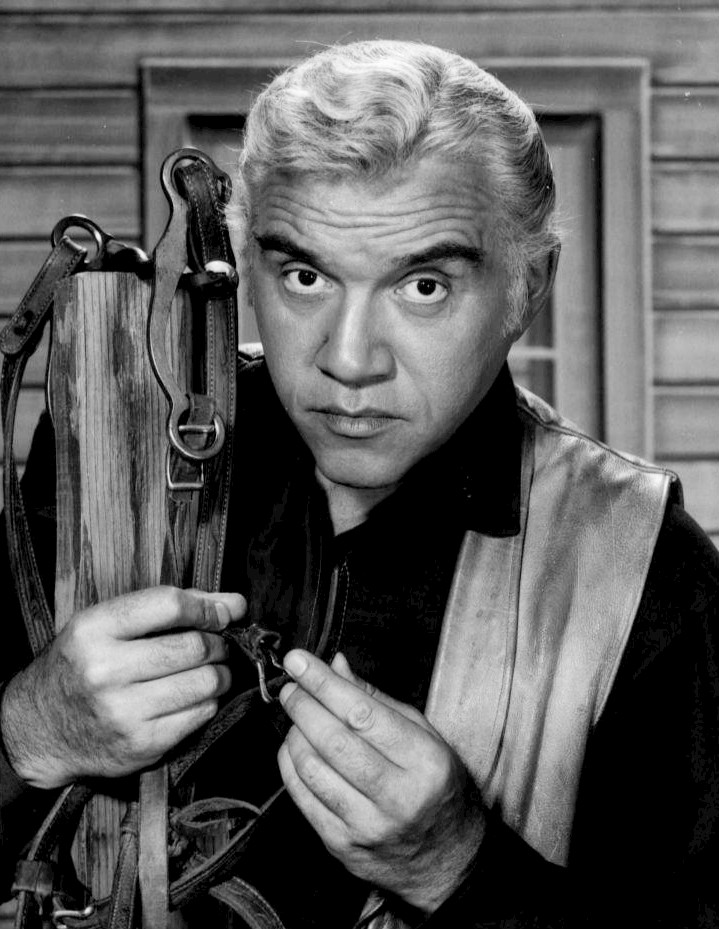
Lorne Greene com a Ben Cartwright

### Historial d'emissions i valoracions
Inicialment, Bonanza es va emetre els dissabtes a les 7:30 de la tarda, al costat del Saturday Night Beech-Nut Show de Dick Clark i High Road de John Gunther a ABC, i Perry Mason a CBS. Les valoracions inicials de Bonanza eren respectables, sovint per darrere de Mason però per davant de l'alineació de l'ABC. Irònicament, els executius van considerar cancel·lar l'espectacle abans de la seva estrena a causa del seu alt cost. NBC la va mantenir perquè Bonanza va ser una de les primeres sèries a ser filmades i emeses en color, incloent escenes del pintoresc Lake Tahoe, Nevada . La matriu corporativa de NBC, Radio Corporation of America (RCA), va utilitzar el programa per estimular les vendes de televisors en color fabricats per RCA (RCA també va ser el patrocinador principal de la sèrie durant les seves dues primeres temporades).
Per a la temporada 3, NBC va traslladar Bonanza als diumenges a les 9:00 de la tarda amb el nou patrocinador Chevrolet (substituint The Dinah Shore Chevy Show). La nova franja horària va fer que Bonanza es disparés a les classificacions i, finalment, va arribar al número u el 1964, un honor que mantindria fins al 1967. El 1970, Bonanza va ser la primera sèrie que va aparèixer a la llista dels cinc millors durant nou temporades consecutives (un rècord que es mantindria durant molts anys) i així es va establir com la sèrie de televisió d'èxit més consistent dels anys 60. Bonanza es va mantenir a la part alta de les qualificacions de Nielsen fins al 1971, quan finalment va caure del Top Ten.
Durant l'estiu de 1972, la NBC va emetre repeticions d'episodis del programa de l'època 1967-1970 els dimarts a les 7:30 de la tarda sota el títol Ponderosa, alhora que reproduïa episodis més recents els diumenges al vespre a la franja horària normal del programa com Bonanza. A la tardor de 1972, NBC va publicar episodis fora de la xarxa en sindicació d'emissions a emissores locals sota el nom de Ponderosa . Després que la sèrie fos cancel·lada el 1973, les reposicions sindicades van tornar al nom de Bonanza .

### Mitjans domèstics
Un grapat d'episodis primerencs han caigut en el domini públic. Aquests episodis han estat publicats per diverses companyies en diferents configuracions, amb una imatge i una qualitat de so inferiors, editats i per necessitat legal amb la cançó temàtica Evans-Livingston protegida per drets d'autor substituïda per música occidental genèrica.
El 1973, NBC va vendre la seva divisió de sindicació de NBC Films, i amb ella els drets de la sèrie, juntament amb la resta de la seva biblioteca anterior a 1973, a National Telefilm Associates, que va canviar el seu nom a Republic Pictures el 1984. Republic passaria a formar part de l'organització Spelling Entertainment el 1994 a través de Worldvision Enterprises. Els episodis selectes ("The Best of Bonanza") es van llançar oficialment a Amèrica del Nord el 2003 en DVD a través de l'aleshores llicència de vídeo de la República Artisan Entertainment (que després va ser comprada per Lionsgate Home Entertainment). Republic (a través de CBS Media Ventures, que té la part televisiva de les participacions de Republic) encara conserva els drets de distribució de la sèrie. CBS Home Entertainment (amb Paramount Home Media Distribution ) és el distribuïdor oficial de drets de vídeo domèstic actualment.
A partir del setembre de 2009, CBS Home Entertainment (distribuït per Paramount ) ha publicat fins ara les primeres onze temporades en DVD a la Regió 1. Tots els episodis s'han remasteritzat digitalment a partir d'elements originals de pel·lícules de 35 mm per obtenir la millor qualitat d'imatge i so possible amb la tecnologia actual. CBSHE ha llançat cada temporada en conjunts de dos volums (disponibles junts i per separat). El 23 de maig de 2023, les temporades restants 12, 13 i 14 es van publicar en DVD, així com una caixa de la sèrie completa que conté els 431 episodis en 112 DVD.
A la Regió 2, AL! VE AG va llançar les primeres set temporades en DVD a Alemanya entre 2008 i 2010. Aquests llançaments ja estan exhaurits com AL!VE ha perdut els drets. El 2011, StudioCanal va adquirir els drets de la sèrie i han començat a reestrenar-la en DVD, i ara s'han publicat totes les temporades però no s'han remasteritzat.
Els episodis de la sèrie també s'han llançat oficialment com a obres parcials en DVD a França i al Regne Unit.
Bonanza "la primera temporada oficial" es va estrenar a Escandinàvia durant el 2010. La primera temporada s'estrena en 4 volums. Els dos primers volums es van publicar el 20 d'octubre de 2010 i els dos segons el 27 d'abril de 2011.
| Nom del DVD                          | Ep # | Data d'estrena         |
| ------------------------------------ | ---- | ---------------------- |
| La 1a temporada oficial, vol. 1      | 16   | 15 de setembre de 2009 |
| La 1a temporada oficial, vol. 2      | 16   | 15 de setembre de 2009 |
| La 2a temporada oficial, vol. 1      | 18   | 7 de desembre de 2010  |
| La 2a temporada oficial, vol. 2      | 16   | 11 d'octubre de 2011   |
| La tercera temporada oficial, vol. 1 | 18   | 17 de juliol de 2012   |
| La tercera temporada oficial, vol. 2 | 16   | 17 de juliol de 2012   |
| La 4a temporada oficial, vol. 1      | 18   | 2 d'octubre de 2012    |
| La 4a temporada oficial, vol. 2      | 16   | 2 d'octubre de 2012    |
| La 5a temporada oficial, vol. 1      | 18   | 12 de febrer de 2013   |
| La 5a temporada oficial, vol. 2      | 16   | 12 de febrer de 2013   |
| La sisena temporada oficial, vol. 1  | 18   | 9 de juliol de 2013    |
| La sisena temporada oficial, vol. 2  | 16   | 9 de juliol de 2013    |
| La 7a temporada oficial, vol. 1      | 15   | 2 de setembre de 2014  |
| La 7a temporada oficial, vol. 2      | 18   | 2 de setembre de 2014  |
| La 8a temporada oficial, vol. 1      | 18   | 2 de juny de 2015      |
| La 8a temporada oficial, vol. 2      | 16   | 2 de juny de 2015      |
| La novena temporada oficial, vol. 1  | 16   | 7 de maig de 2019      |
| La novena temporada oficial, vol. 2  | 18   | 7 de maig de 2019      |
| La 10a temporada oficial, vol. 1     | 15   | 17 de desembre de 2019 |
| La 10a temporada oficial, vol. 2     | 15   | 17 de desembre de 2019 |
| L'11a temporada oficial, vol. 1      | 16   | 27 d'octubre de 2020   |
| L'11a temporada oficial, vol. 2      | 12   | 27 d'octubre de 2020   |
| La 12a temporada oficial             | 28   | 23 de maig de 2023     |
| La 13a temporada oficial             | 26   | 23 de maig de 2023     |
| La 14a temporada oficial             | 16   | 23 de maig de 2023     |
| La sèrie oficial completa            | 431  | 23 de maig de 2023     |

| Temporada       | Dates de llançament    | Dates de llançament                            |
| Temporada       | Alemanya               | Escandinàvia                                   |
| --------------- | ---------------------- | ---------------------------------------------- |
| Temporada 1     | 8 de desembre de 2011  | 20 de desembre de 2010 27 d'abril de 2011      |
| Temporada 2     | 16 de febrer de 2012   | No hi ha cap llançament de les temporades 2-14 |
| Temporada 3     | 19 d'abril de 2012     |                                                |
| Temporada 4     | 21 de juny de 2012     |                                                |
| Temporada 5     | 23 d'agost de 2012     |                                                |
| Temporada 6     | 18 d'octubre de 2012   |                                                |
| Temporada 7     | 1 de novembre de 2012  |                                                |
| Temporades 1-7  | 6 de desembre de 2012  |                                                |
| Temporada 8     | 24 de gener de 2013    |                                                |
| Temporada 9     | 21 de febrer de 2013   |                                                |
| Temporada 10    | 18 d'abril de 2013     |                                                |
| Temporada 11    | 6 de juny de 2013      |                                                |
| Temporada 12    | 1 d'agost de 2013      |                                                |
| Temporada 13    | 2 d'octubre de 2013    |                                                |
| Temporada 14    | 21 de novembre de 2013 |                                                |
| Temporades 8-14 | 5 de desembre de 2013  |                                                |

| Nom del DVD   | Ep # | Data d'estrena         |
| ------------- | ---- | ---------------------- |
| Temporada 1   | 32   | 2 de novembre de 2011  |
| Temporada 2   | 34   | 8 de febrer de 2012    |
| Temporada 3   | 34   | 9 de maig de 2012      |
| Temporada 4   | 34   | 3 d'octubre de 2012    |
| Temporada 5   | 34   | 15 de gener de 2014    |
| Temporada 6   | 34   | 10 de febrer de 2016   |
| Temporada 7   | 33   | 4 de maig de 2016      |
| Temporada 8   | 34   | 6 de febrer de 2019    |
| Temporada 9   | 34   | 7 d'agost de 2019      |
| Temporada 10  | 30   | 18 de març de 2020     |
| Temporada 1-4 | 134  | 18 de novembre de 2020 |
| Temporada 11  | 28   | 17 de febrer de 2021   |
| Temporada 12  | 28   | 23 d'agost de 2023     |

## A d'altres  mitjans
Bonanza es va reviure per a una sèrie de tres pel·lícules fetes per a televisió amb els fills dels Cartwright: Bonanza: The Next Generation (1988), Bonanza: The Return (1993) i Bonanza: Under Attack (1995). Michael Landon Jr. va interpretar el fill de Little Joe, Benji, mentre que Gillian Greene, la filla de Lorne Greene, va interpretar un interès amorós. A la segona pel·lícula, emesa a NBC, es va fer una retrospectiva d'una hora per presentar el drama. Va ser presentat tant per Michael Landon Jr. com per Dirk Blocker, que sembla i sona gairebé exactament com el seu pare, Dan Blocker, encara que sense la gran alçada del seu pare. Segons la revista TV Guide, el productor David Dortort va dir a Blocker que era massa gran per interpretar el descendent de Hoss, però li va donar el paper d'un periodista no relacionat. Els clips de l'aparença i la veu del Blocker més jove es van utilitzar molt en anuncis que promocionaven el tema de la "segona generació", potser enganyant el públic a creure que Blocker interpretava a l'hereu d'Hoss. El fill d'Hoss, Josh, va néixer fora del matrimoni, ja que s'explica que Hoss es va ofegar sense saber que la seva promesa estava embarassada. Aquesta història podria haver estat problemàtica a la sèrie original. (The Big Valley, però, tenia un personatge important a Heath, que es va presentar com a il·legítim.) Les pel·lícules de Gunsmoke de principis dels noranta van utilitzar un tema similar quan el mariscal Matt Dillon va saber que havia engendrat la filla del personatge de Michael Learned en un romanç de curta durada. La història inicial es va presentar per primera vegada el 1973, quan la representació de la fornicació va provocar protestes, de manera que CBS va insistir que el seu heroi Matt tingués la trobada quan tenia amnèsia. Com era l'estil dels westerns de televisió, els tiroteigs van tenir un paper important a les pel·lícules que presentaven trets notòriament imprecisos, així com municions il·limitades.

### Preqüela
L'any 2001 es va intentar reviure el concepte Bonanza amb una preqüela, Ponderosa —que no s'ha de confondre amb les reposicions de l'estiu de 1972 sota el mateix títol — amb un pilot dirigit per Simon Wincer i rodat a Austràlia. Cobrint l'època en què els Cartwrights van arribar per primera vegada a la Ponderosa, quan Adam i Hoss eren adolescents i Joe un nen petit, la sèrie va durar 20 episodis i va comptar amb menys trets i baralles que l'original. El creador de Bonanza, David Dortort, va aprovar la decisió de PAX TV (ara Ion TV) de contractar Beth Sullivan, abans del Dr. Quinn, Medicine Woman, que alguns creuen que va donar a la sèrie més profunditat i un avantatge més suau. El personatge de Hop Sing es representa no només com un cuiner, sinó també com un conseller familiar i un adobador d'herbes. La sèrie té lloc al territori de Nevada l'any 1849, que en realitat és un anacronisme. El Territori de Nevada no es va separar del Territori d'Utah fins al 1861, és a dir, que almenys fins a la 5a temporada (l'episodi "Enter Thomas Bowers" estableix aquell any com a 1857), Bonanza també està ambientada en el que a la vida real hauria estat Territori d'Utah.

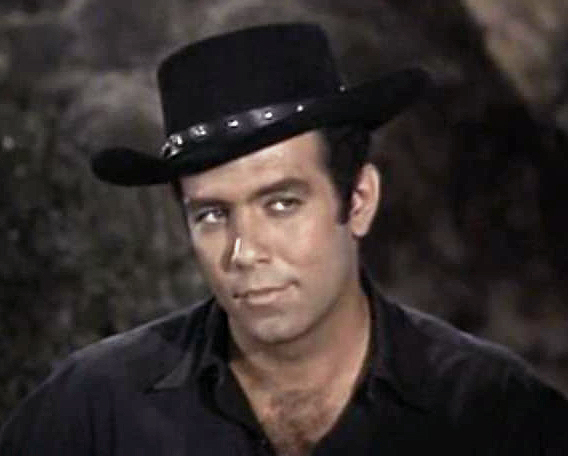
Pernell Roberts com Adam a "The Hopefuls"

### Marxandatge de Bonanza
Bonanza ha tingut una història de marxandatge molt rendible. Actualment, Bonanza Ventures, Inc. concedeix drets de comercialització i llicència a tot el món. La sèrie original ha generat diversos àlbums d'occident/folk amb èxit entre 1962 i 1965, incloent "Bonanza, Christmas on the Ponderosa", que va ocupar el número 35 de la llista d'àlbums Christmas Record de Billboard; tres dotzenes de còmics de Dell i Gold Key des del 1962 fins al 1970; una adaptació de còmic de curta durada de l'artista de còmics holandès Hans G. Kresse entre 1965 i 1966, Jim Beam Whisky Ponderosa Ranch decantaters 1964–1966; una sèrie de llibres "Big-Little" del 1966 al 1969; Conjunts de personatges model Revel Bonanza de 1966 a 1968; una cadena de steakhouses Bonanza i Ponderosa des de 1963 fins a l'actualitat; el parc temàtic "Ponderosa" amb seu a Lake Tahoe de 1967 a 2004; una línia de figures d'acció de personatges americans el 1966–1967; galledes de dinar d'Aladdin i ampolles termo el 1966–1968; View-Master el 1964, 1971; gots de llauna Ponderosa del 1967 al 2004; una sèrie de plaques col·lectores Hamilton el 1989–1990; i més recentment, conjunts Breyer Fif0th Anniversary Ponderosa Stable, amb cavalls i figures de Cartwright el 2009-2011.
S'han publicat catorze novel·les Bonanza :
- Bonanza: una novel·la de Noel Loomis (1960);
- Bonanza: One Man With Courage de Thomas Thompson (1966);
- Bonanza: Killer Lion de Steve Frazee (1966);
- Bonanza: Treachery Trail de Harry Whittington (1968);
- Winter Grass de Dean Owen (1968);
- Ponderosa Kill de Dean Owen (1968);
- The Pioneer Spirit de Stephen Calder (1988);
- The Ponderosa Empire de Stephen Calder (1991);
- Bonanza: The High Steel Hazard de Stephen Calder (1993);
- El viatge del cavall de Stephen Calder (1993);
- The Money Hole de Stephen Calder (1993);
- The Trail to Timberline de Stephen Calder (1994);
- Bonanza: Felling of the Sons de Monette L. Bebow-Reinhard (2005),
- Bonanza: Mystic Fire de Monette L. Bebow-Reinhard (2009).

També hi ha una col·lecció de contes de Bonanza: The Best of Bonanza World: A Book of Favorite Stories, publicat per CreateSpace Independent Publishing Platform (2012), i a finals dels anys 60 i principis dels 70, Whitman Books va publicar diverses novel·les de tapa dura adreçades a lectors joves, com Killer Lion de Steve Frazer (1966). Bonanza Gold (2003–2009), una revista trimestral, va incloure informació detallada sobre l'espectacle, incloses entrevistes amb actors convidats i altre personal de producció, articles sobre esdeveniments històrics i persones representades a la sèrie, informació del club de fans i Fanficció. Les 14 temporades del programa (a partir del 5/2023) estan disponibles en DVD, així com 31 episodis de domini públic no successius (sense música temàtica original). Els episodis de domini públic consisteixen en els últims 14 episodis de la primera temporada i els primers 17 episodis de la segona temporada. A més, la sèrie preqüela, The Ponderosa, així com les tres pel·lícules seqüeles (vegeu més avall), estan disponibles en DVD.

## Llegat
A l'episodi de la sèrie de televisió Maverick "Three Queens Full", Bart (Jack Kelly) és xantatge per Joe Wheelwright  Jim Backus), propietari del ranxo Subrosa, perquè escolti núvies per correu per als tres fills de Wheelwright, Aaron, Moose i Small Paul.

## Reconeixements

###### Premis i nominacions
| Premi                                      | Any  | Categoria | Nominat(s) /Treball | Resultat   | Ref    |
| ------------------------------------------ | ---- | --- | --- | ---------- | ------ |
| American Cinema Editors (ACE) Eddie Awards | 1964 | Best Edited Television Program                                                                                              | Marvin Coil (per "Hoss and the Leprechaun") | Nominat    |        |
| American Cinema Editors (ACE) Eddie Awards | 1970 | Best Edited Television Program                                                                                              | Danny B. Landres (per "Dead Wrong") | Nominat    |        |
| Bambi Awards                               | 1969 | TV series International | Lorne Greene, Dan Blocker, Michael Landon i Pernell Roberts | Va guanyar |        |
| Golden Globe Awards                        | 1964 | Best Series – Drama | Bonanza | Nominat    |        |
| Golden Globe Awards                        | 1964 | Best TV Star – Male | Lorne Greene | Nominat    |        |
| Primetime Creative Arts Emmy Awards        | 1962 | Outstanding Achievement in Cinematography per Television                                                                    | Haskell Boggs i Walter Castle | Nominat    | [ 57 ] |
| Primetime Creative Arts Emmy Awards        | 1963 | Outstanding Achievement in Art Direction i Disseny escènic                                                                  | Earl Hedrick (scenic designer) and Hal Pereira (art director) | Nominat    | [ 57 ] |
| Primetime Creative Arts Emmy Awards        | 1965 | Outstanding Individual Achievements in Entertainment – Cinematographer                                                      | Haskell Boggs i William Whitley | Nominat    | [ 57 ] |
| Primetime Creative Arts Emmy Awards        | 1965 | Outstanding Individual Achievements in Entertainment – Color Consultant                                                     | Edward Ancona | Va guanyar | [ 57 ] |
| Primetime Creative Arts Emmy Awards        | 1966 | Outstanding Dramatic Series                                                                                                 | David Dortort (producer) | Nominat    | [ 57 ] |
| Primetime Creative Arts Emmy Awards        | 1966 | Individual Achievements in Music – Composició                                                                               | David Rose | Nominat    | [ 57 ] |
| Primetime Creative Arts Emmy Awards        | 1966 | Individual Achievements in Cinematography – Cinematography                                                                  | Haskell Boggs and William F. Whitley | Nominat    | [ 57 ] |
| Primetime Creative Arts Emmy Awards        | 1966 | Individual Achievements in Cinematography – Special                                                                         | Edward Ancona (coordinador de color) | Nominat    | [ 57 ] |
| Primetime Creative Arts Emmy Awards        | 1966 | Individual Achievements in Film Editing                                                                                     | Marvin Coil, Everett Douglas and Ellsworth Hoagland | Va guanyar | [ 57 ] |
| Primetime Creative Arts Emmy Awards        | 1967 | Individual Achievements in Cinematography – Cinematography                                                                  | Haskell Boggs and William F. Whitley | Nominat    | [ 57 ] |
| Primetime Creative Arts Emmy Awards        | 1971 | Outstanding Achievement in Music Composició – per a Series or a Single Program of a Series (First Year of Music's Use Only) | David Rose (per "The Love Child") | Va guanyar | [ 57 ] |
| Primetime Creative Arts Emmy Awards        | 1971 | Outstanding Achievement in Cinematography per Entertainment Programming – per a Series or a Single Program of a Series      | Ted Voigtlander (per "The Love Child") | Nominat    | [ 57 ] |
| Troféu Imprensa Awards                     | 1965 | Best Series (Millor Sèrie)                                                                                                  | Bonanza | Va guanyar |        |
| Troféu Imprensa Awards                     | 1966 | Best Series (Millor Sèrie)                                                                                                  | Bonanza | Nominat    |        |
| TV Land Icon Awards                        | 2003 | Best in the West | Bonanza | Va guanyar |        |
| TV Land Icon Awards                        | 2006 | Favorite Made-per-TV Maid                                                                                                   | Victor Sen Yung | Nominat    |        |
| TV Week Logie Awards                       | 1964 | Best Overseas Show (Australia)                                                                                              | Bonanza | Va guanyar | [ 58 ] |
| Western Heritage Awards                    | 1970 | Bronze Wrangler Award per Fictional Television Drama                                                                        | David Dortort, Michael Landon, Richard Collins, Lorne Greene, Dan Blocker, Ossie Davis, Roy Jenson, Harrison Page, Barbara Parrio, George Spell and Jerry Summers (per "The Wish") | Va guanyar | [ 59 ] |
| Writers Guild of America (WGA) Awards      | 1961 | Episodic, Longer than 30 Minutes in Length                                                                                  | Donald S. Sanperd (per "The Last Hunt") | Nominat    |        |

1. ↑  Indica l'any de la cerimònia. Cada any s'enllaça amb l'article sobre els premis celebrats aquell any, sempre que sigui possible..

### D'altres reconeixements
| Any  | Organització                                | Títol                                | Notes    | Ref    |
| ---- | ------------------------------------------- | ------------------------------------ | -------- | ------ |
| 2011 | Online Film & Television Association (OFTA) | Television Hall of Fame: Productions | Inductee | [ 60 ] |